# روهینی مریم ایدیکولا
روهینی ماریم ایدیکولا بازیگر، مجری و مدل هندی است که به خاطر کارش در فیلم‌های مالایایی شناخته شده است.
او در سال ۲۰۰۲ به عنوان نایب دوم ملکه نیروی دریایی تاج گذاری کرد و در همان سال در آزمون‌های ورودی حقوق ایالتی با رتبه ۱۰ قبول شد. او بعداً به عنوان امپرساریو خانم کرالا 2007 همراه با خانم پرفکت ۱۰ برای هر دو مسابقه زیبایی تاجگذاری کرد.
روهینی مریم ایدیکولا در سال ۱۹۸۴ به دنیا آمد. او اهل کرالای جنوبی از مکانی به نام نیراتوپورام در تیرووالا، کرالا است.

## فیلم‌شناسی
| سال  | فیلم          | کارگردان        | زبان     |
| ---- | ------------- | --------------- | -------- |
| ۲۰۱۳ | نی کو نجاا چا | گیرش            | مالایایی |
| ۲۰۱۵ | کارتل کارما   | وینوده بهاراتان | مالایایی |